# Peter Blix

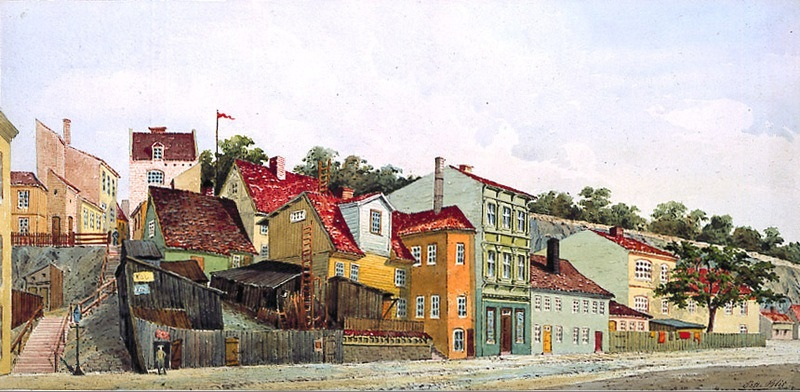
Fredensborgveien, akvarell av Peter Blix, 1897

Peter Andreas Blix, född 4 november 1831 i Frederiksvern, död 31 januari 1901 i Vik, Sogn, var en norsk arkitekt och ingenjör. Han var också akvarellmålare.
Peter Blix var äldste son till revisorn John Gill Blix (1797–1874) och Anna Dobberdine Randulff (1804–1837). Hans mor dog när han fem år gammal. Han gick i skola först på Christiania och sedan på Christiania Katedralskole. Efter studentexamen reste ha 1851 till Düsseldorf i Tyskland, där han utbildade sig i arkitektur och ingenjörsvetenskap på universitetet i Hannover 1860–1854. Där influerades han av Conrad Wilhelm Hases neogotiska stil, som han senare applicerade på järnvägsstationer och kyrkor i Norge. Efter studierna i Hannover studerade han också 1854–1855 på Karlsruhes universitet. 
Peter Blix var 1856–1863 anställd vid kanalväsendet, 1863–1868 vid Bergens stadsingenjörskontor, praktiserade därefter som privat ingenjör intill 1873, var 1874–1878 järnvägsarkitekt och uppförde ett stort antal stationsbyggnader på Røros-, Jæder- och Østfoldbanorna. Han nedlade även ett omfattande arbete med undersökning och konservering av äldre norska byggnader. Blix var arkeologiskt intresserad, särskilt vurmade han för medeltiden och undersökte och skildrade bland annat Bergenhus och Akershus fästning. Till Blix större bevarandebragder hör restaureringen av stavkyrkan i Vik kommun i Sogn og Fjordane. Han ledde arbetet med att renovera Håkonshallen i Bergen samt domkyrkan i samma stad 1879–1883. Blix ritade även legendariska hotell Fleischer i Voss i Hordaland. Han stiftade 1874 "Norsk ingeniör- och arkitektforening".

## Bildgalleri

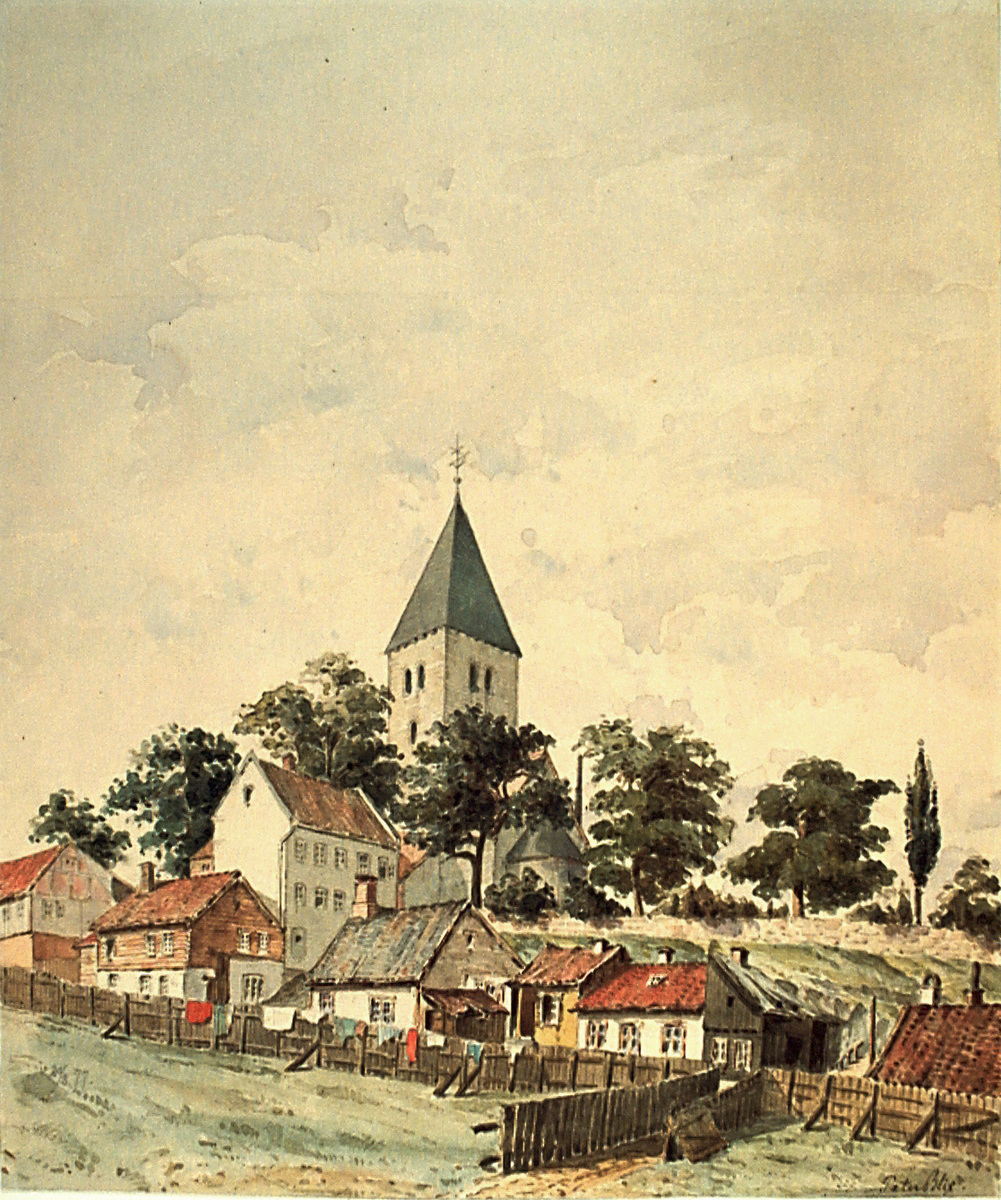
Telthusbakken og Gamle Aker kirke, 1877
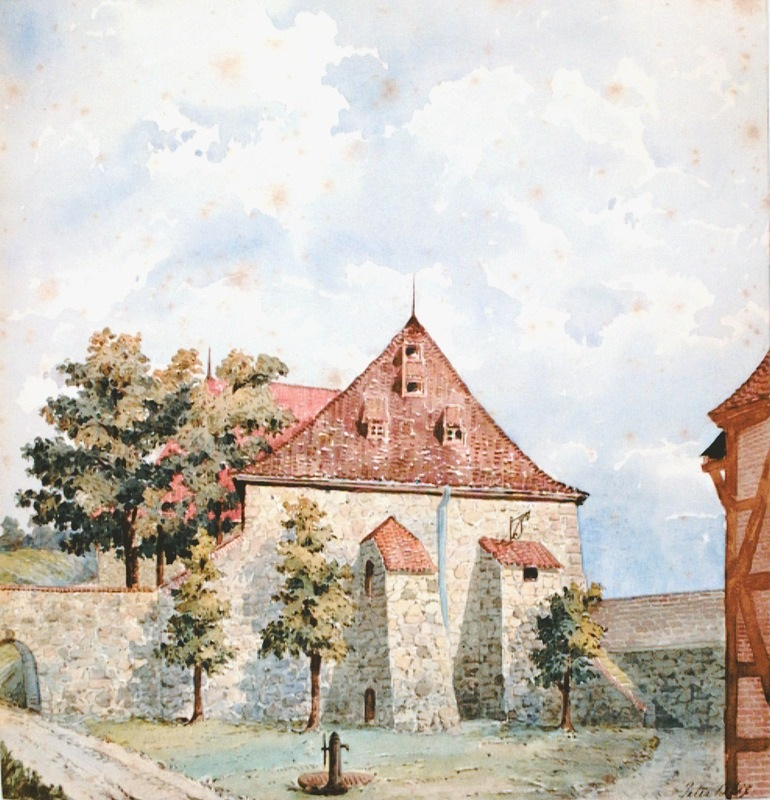
Rest av tårn på Akershus festning, 1895
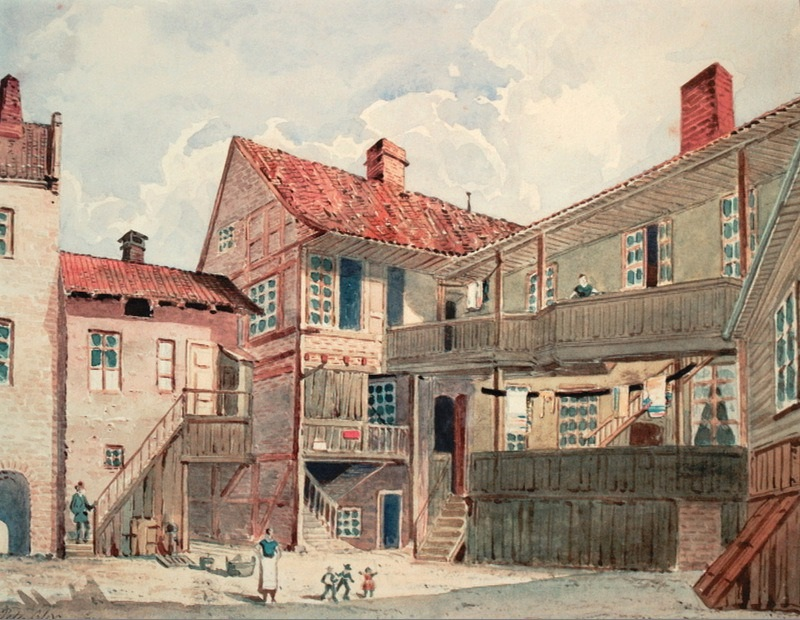
Øvre Vollgate gårdsinteriør, 1896
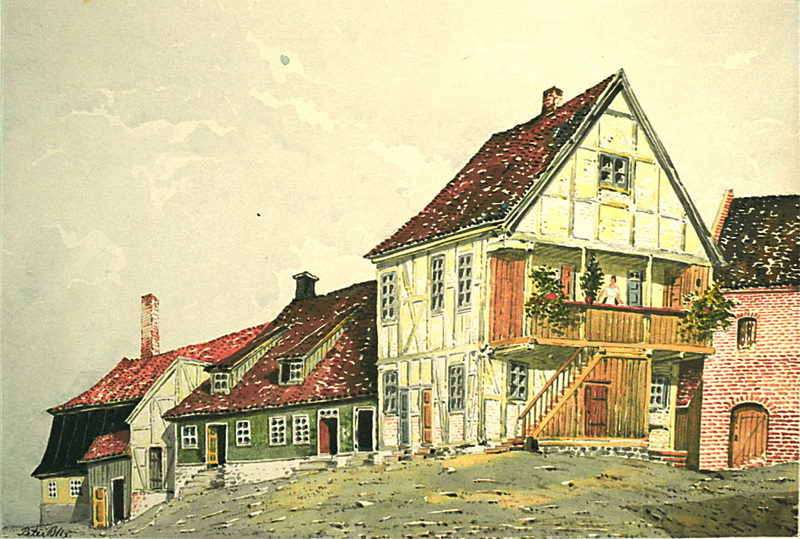
Fra kanten på Hammersborg, 1897
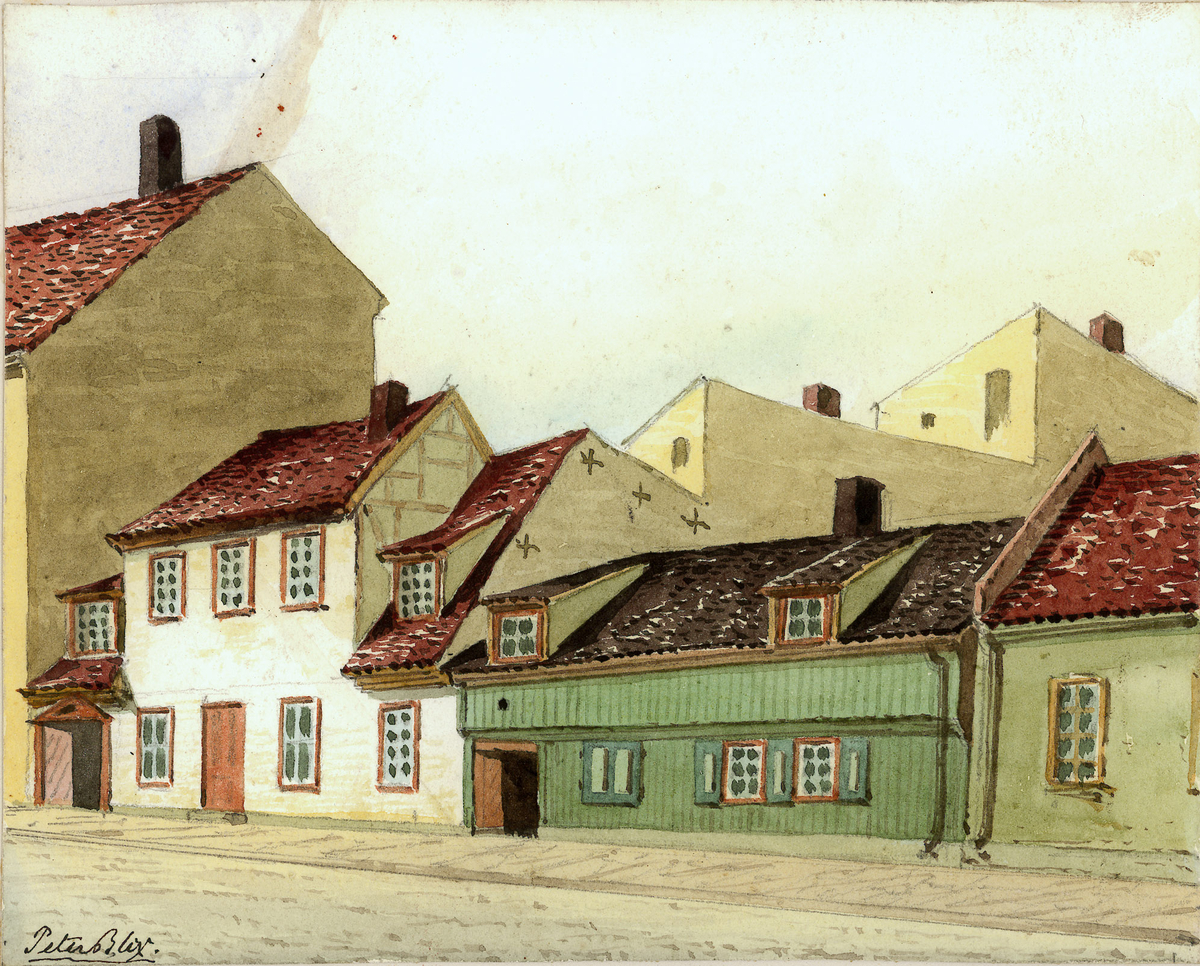
Lakkegate 44, 46 och 48, 1898
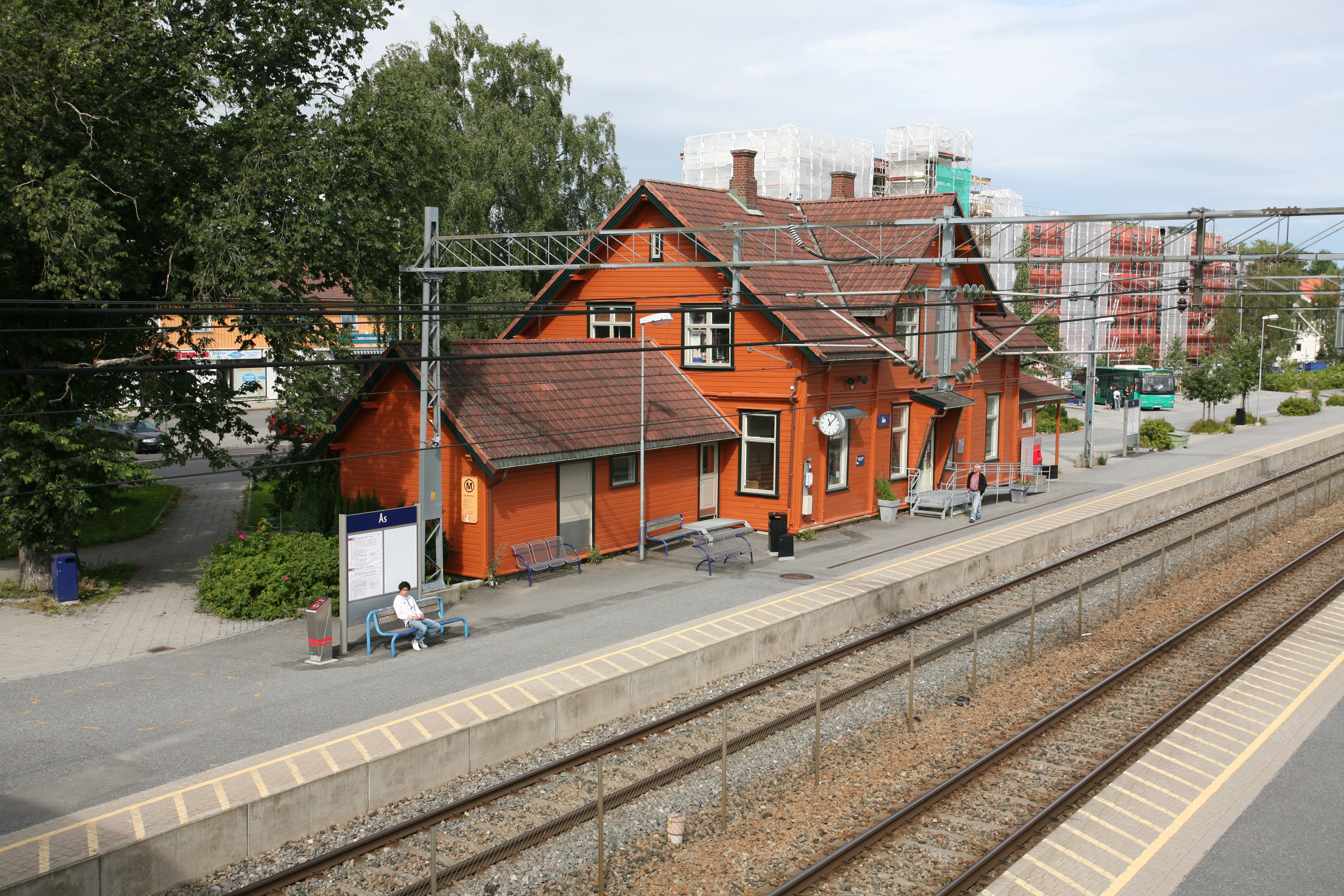
Ås Station
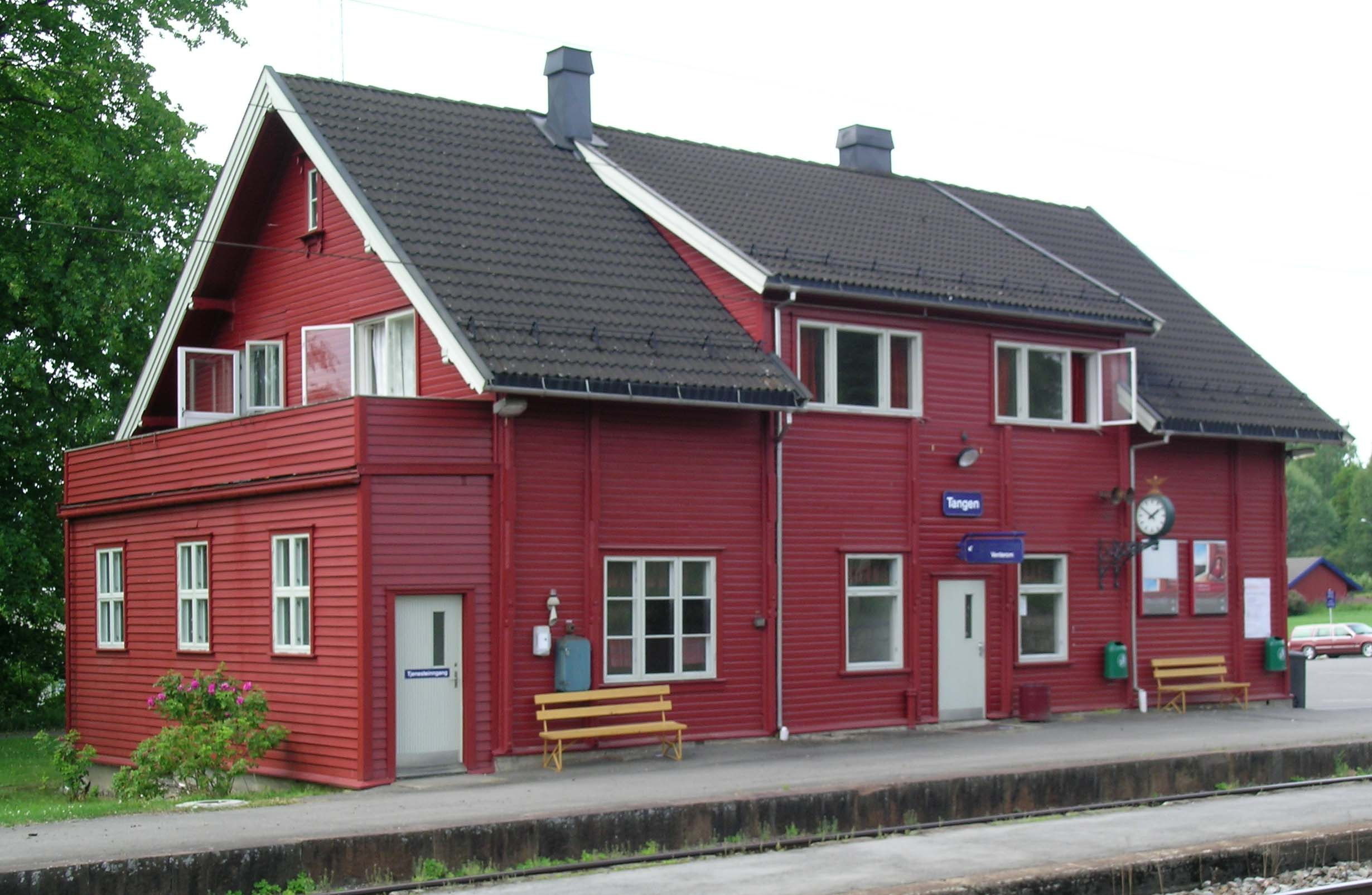
Tangen Station
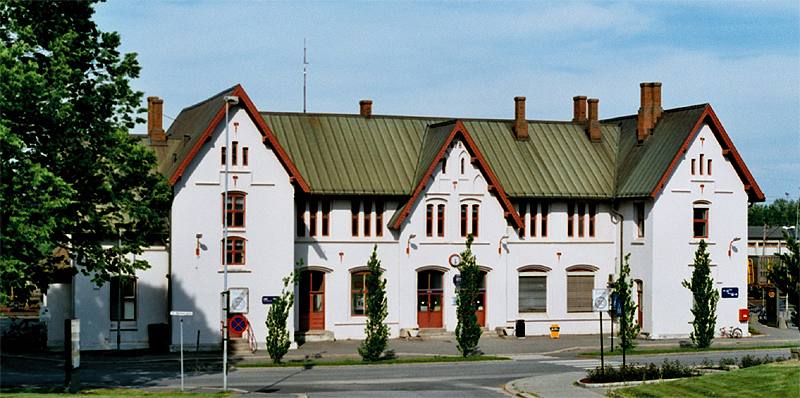
Sarpsborg Station
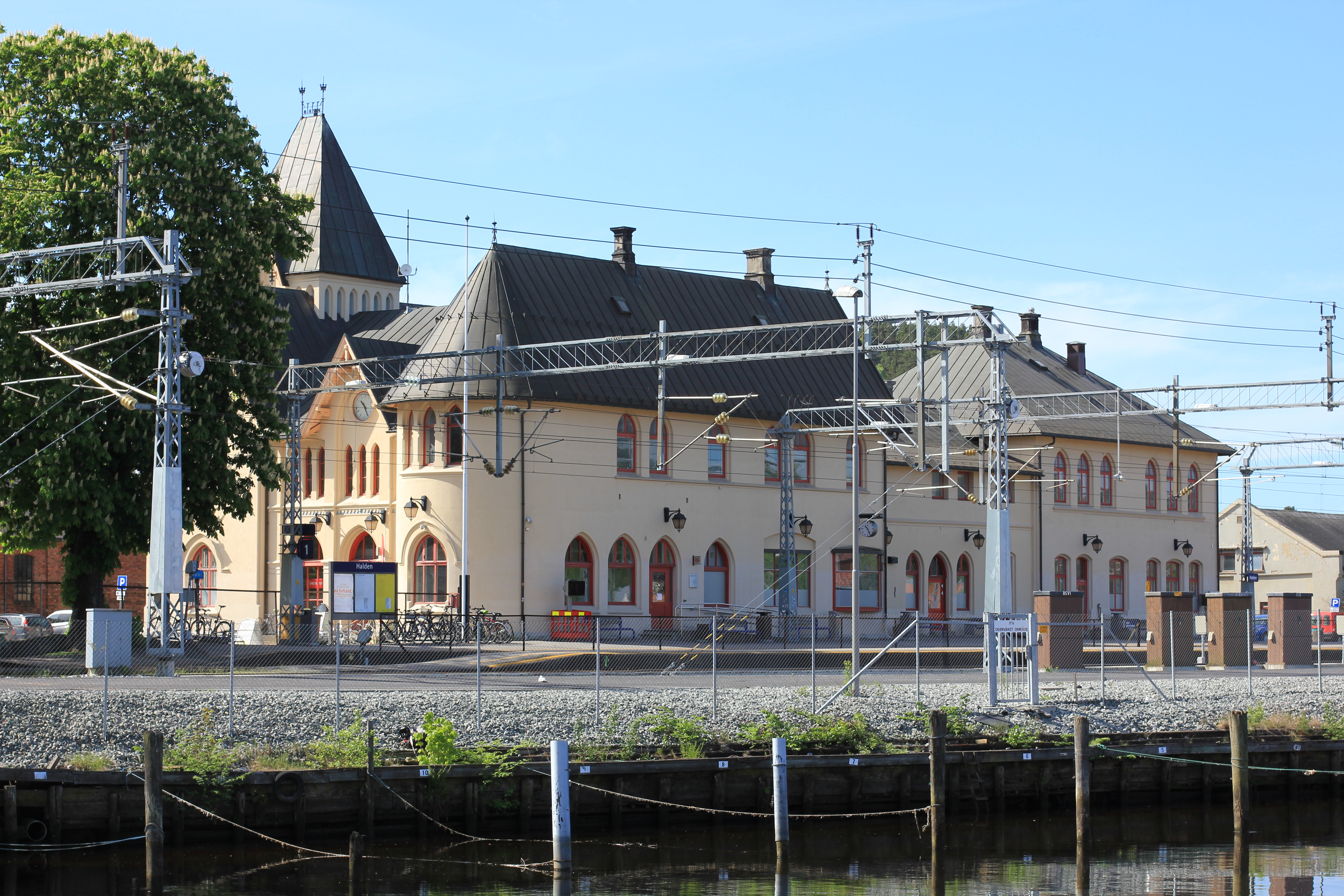
Halden Station
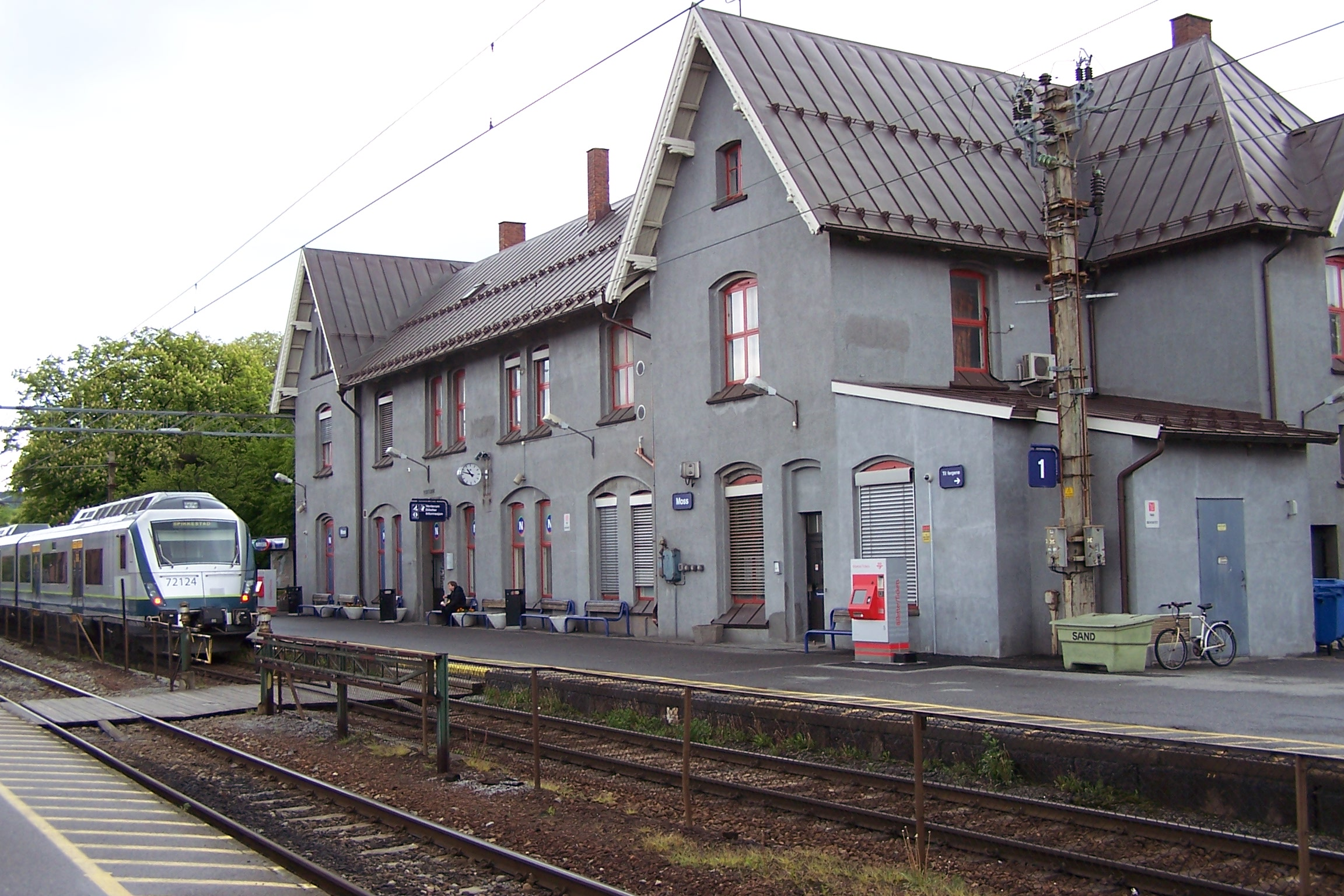
Moss Station
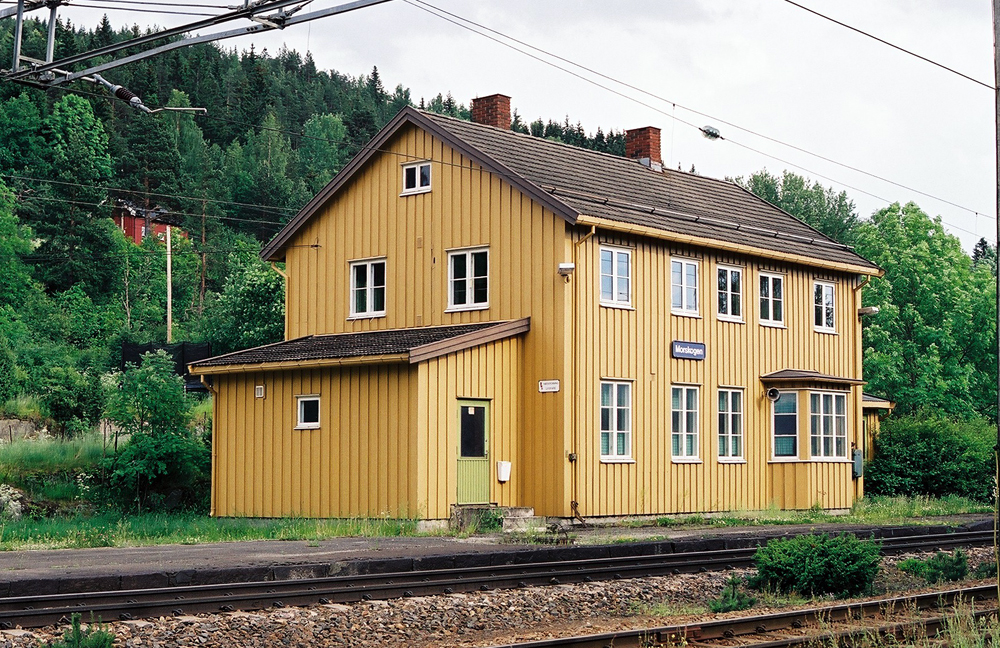
Morskogen Station
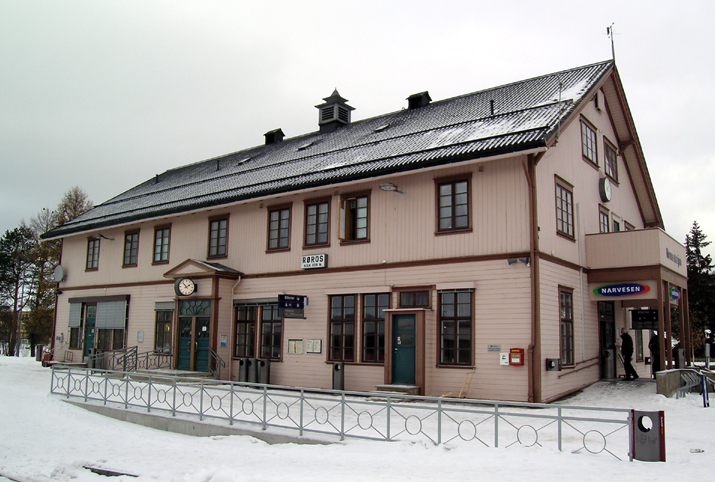
Røros Station
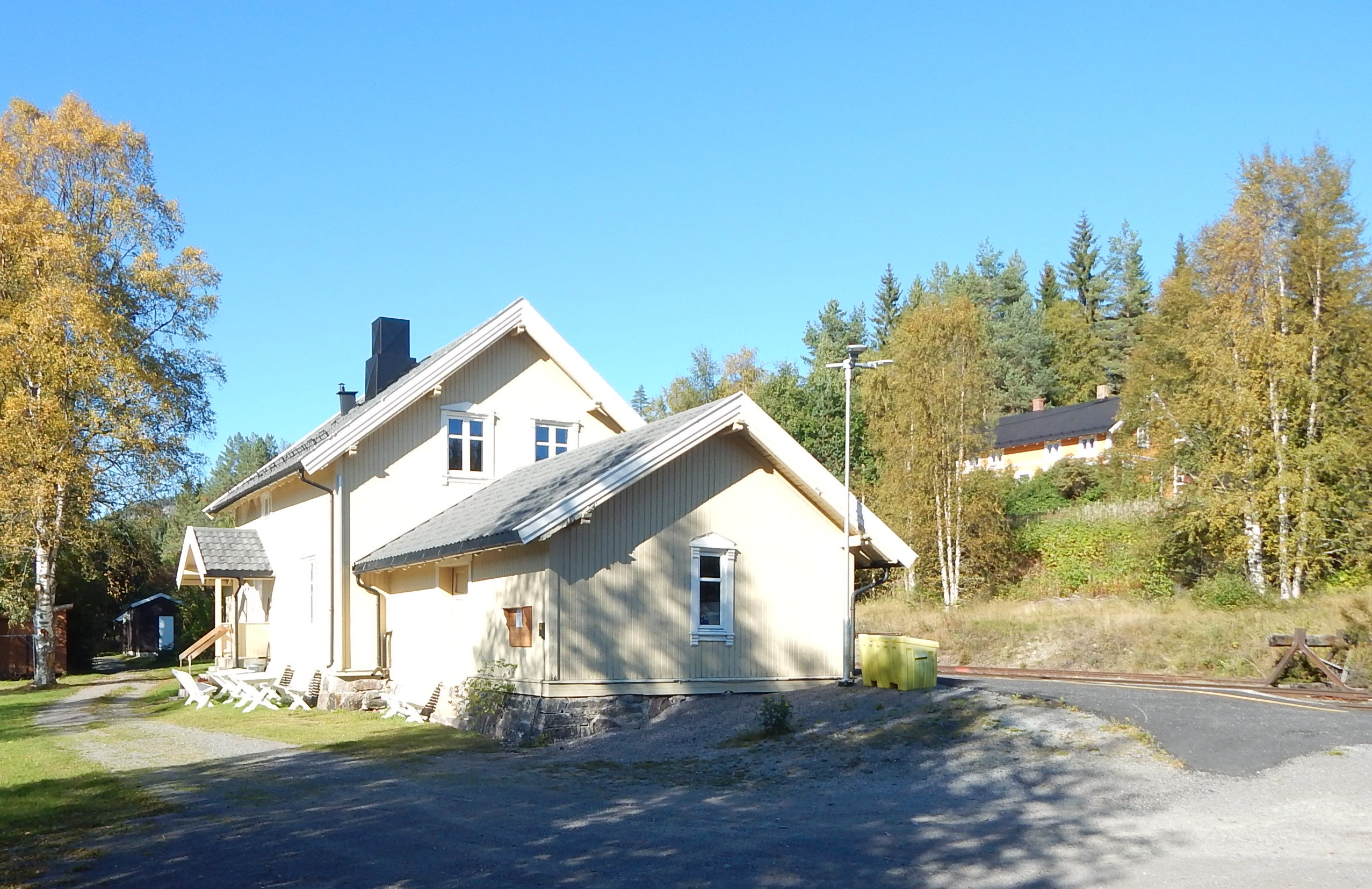
Opphus Station
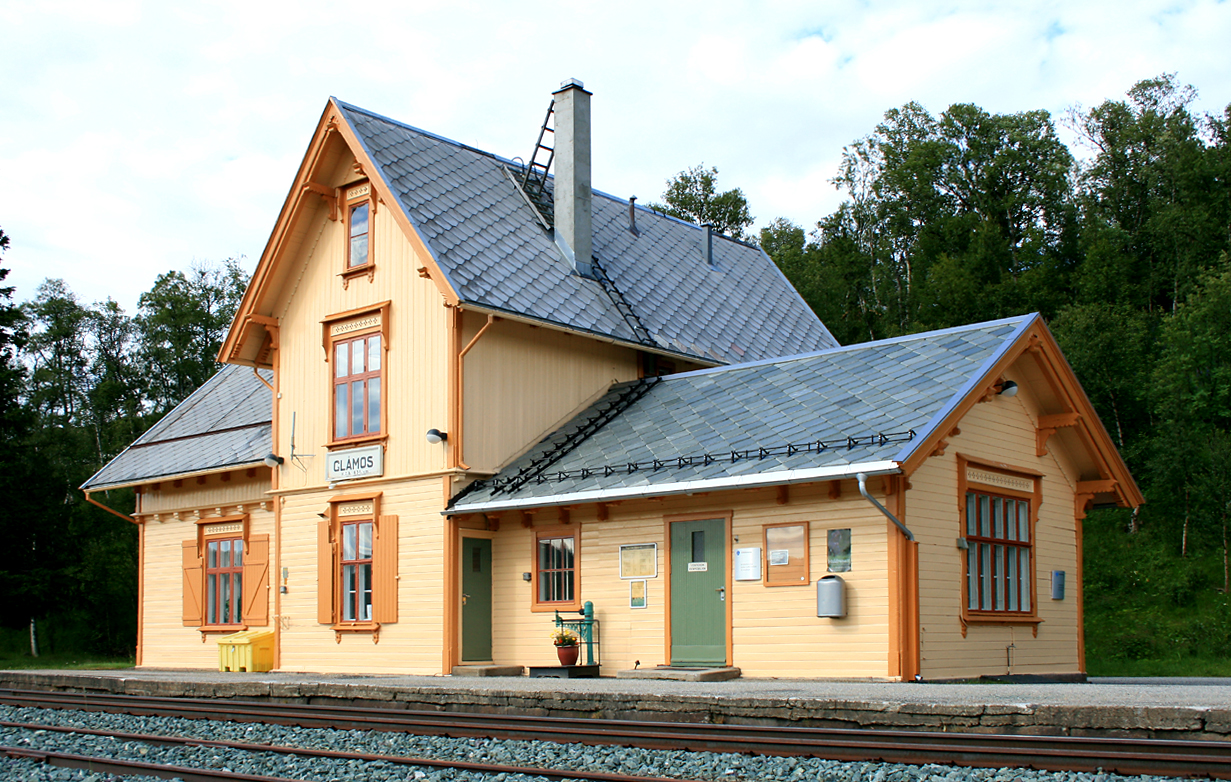
Glåmos Station
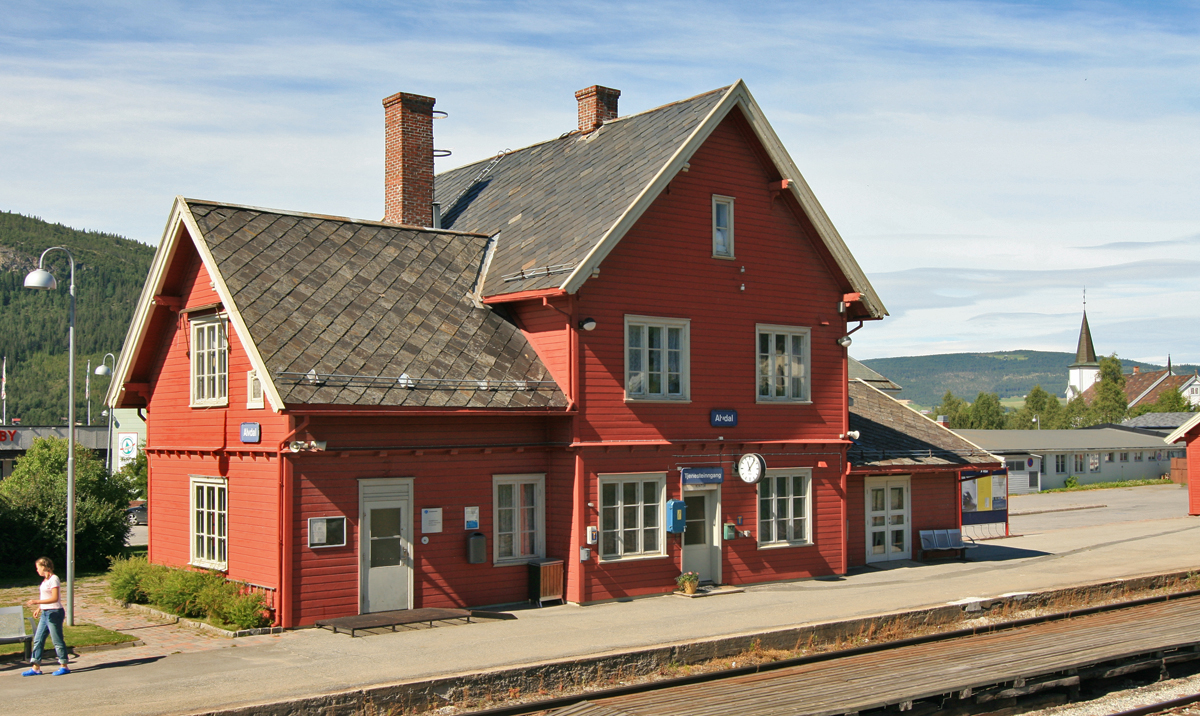
Alvdal Station